# Филиппенко, Аркадий Дмитриевич
Аркадий Дмитриевич Филиппе́нко (1911/1912 — 1983) — украинский советский композитор. Народный артист УССР (1969). Лауреат Сталинской премии второй степени (1949). Член ВКП(б) с 1947 года.

## Биография
А. Д. Филиппенко родился 26 декабря 1911 года (8 января 1912 года) в Киеве. В 1939 окончил КГК имени П. И. Чайковского по классу композиции Л. Н. Ревуцкого.
Участник Великой Отечественной войны.
В 1948—1952 — ответственный секретарь, в 1954—1956 и с 1973 — заместитель председателя правления СК УССР.
С 1968 — секретарь правления СК СССР. С этого же года — президент музыкальной секции Украинского общества дружбы и культурных связей с зарубежными странами.
А. Д. Филиппенко умер 24 августа 1983 года. Похоронен в Киеве на Байковом кладбище.

## Награды и премии
- Сталинская премия второй степени (1949) — за 2-й струнный концерт (1948);[1]
- Народный артист УССР (1969);
- Орден Октябрьской Революции (20.01.1972);
- Орден Трудового Красного Знамени (24.11.1960);
- Медаль «За трудовое отличие» (30.06.1951)[2].

## Творчество
Оперетты:
- Голый президент (Буздновская история, Киев, 1967)
- Сто первая жена султана (Киев, 1972)

Для хора и симфонического оркестра:
- опера для детей «В зелёном саду» (1967)

Кантаты:
- Прославим слово Ленина (сл. П. Тычины, 1967)
- вокально-симфоническая поэма «Дума о бессмертном Кобзаре» (сл. П. Тычины, 1961)
- В дружбе воедино (сл. А. Ющенко, 1970)

Для симфонического оркестра:
- Героическая поэма (1947)
- Концертный вальс (1960)

Для струнного оркестра:
- Симфония (1976)
- струнные квартеты: I (1939), II (1948), III (1971), IV (1977), V (1979)

Для фортепиано:
- сюита «Зверинец» (1935)
- сонаты: I (1936), II (1937)

Романсы для голоса и фортепиано, в том числе:
- Коммуна выжила, однако (сл. Э. Потье, 1936)
- За рекой вдали (сл. С. П. Щипачёва, 1954)
- Роняет листья клён поникший (сл. В. Бычко, 1960)

Хоры с оркестром, в том числе:
- Коммунистической партии слава (сл. В. Лефтия, 1954)
- С именем Ленина (сл. В. Бычко, 1955)
- Советская славная Украина (сл. П. Г. Тычины, 1957)
- Комсомольская шахтёрская (сл. В. Бычко, 1959)
- Ленина ясная заря (сл. П. Г. Тычины, 1959)
- Славлю мою Отчизну (сл. П. Г. Тычины, 1960)
- Партия и народ (сл. В. Н. Сосюры, 1963)
- Отчизна, в дружбе ты прекрасна (сл. Н. Л. Нагнибеды, 1965)
- Хвала народу-победителю (сл. В. Лагоды, 1975)
- Марш знаменосцев Октября (сл. В. Лагоды, 1977)
- Ода Ленину (сл. В. Лагоды, 1980)

Для народного хора:
- Идёт весна над нивами (сл. Т. Масенко, 1958)
- Слава Украины — наши героини (сл. В. Лагоды, 1959)
- Хорошо нам на полях (сл. Л. Ревы, 1958)

Детские песни (свыше 300)

### Музыка к драматическим спектаклям
- «Калиновая Роща» А. Е. Корнейчука (1949, Малый театр)
- «Кому улыбались звёзды» А. Е. Корнейчука (КУАДТ театр имени И. Я. Франко, 1958)

### Фильмография
- 1955 — Урок жизни
- 1956 — Есть такой парень
- 1957 — Живи, Украина! (док. фильм)
- 1958 — Волшебная ночь (к/м)
- 1959 — Мечты сбываются
- 1959 — Если любишь…
- 1960 — Свет в окне
- 1961 — Вечера на хуторе близ Диканьки
- 1961 — С днём рождения
- 1963 — Королевство кривых зеркал
- 1966 — Почему улыбались звёзды (т/ф)
- 1967 — Ребёнок (к/м)
- 1969 — Варвара-краса, длинная коса
- 1972 — Золотые рога

Музыка к радио- и телепередачам.